# Cloquet
Cloquet [kloʊˈkeɪ] ist eine Stadt im Carlton County in Minnesota (USA). Bei der Volkszählung im Jahr 2020 hatte sie 12.568 Einwohner.

## Geographie
Cloquet liegt am St. Louis River, an der Kreuzung des Interstate-Highways 35 und des Minnesota-State-Highway 33. Ein Teil der Stadt liegt innerhalb des Fond-du-Lac-Indianerreservats und dient auch als eines von drei Verwaltungszentren des Reservats.

## Geschichte
Cloquet, 1884 als Dorf offiziell gegründet, wurde 1904 zu einer Stadt mit Bürgermeister und Stadtrat.
Im Oktober 1918 kam es im nördlichen Minnesota zu einem großen Flächenbrand, dem sogenannten Cloquet Fire, bei dem auch große Teile der Stadt zerstört wurden und es fast 500 Tote gab.
In der amerikanischen Wirtschaftsgeschichte ist Cloquet als Standort der vor und nach dem Zweiten Weltkrieg größten Verbraucher-Genossenschaft des Landes bekannt. Die 1910 gegründete Cloquet Cooperative Society betrieb zwei Genossenschafts-Läden, die Lebensmittel, Haushaltswaren, Schuhe, Textilien und Möbel verkauften. Andere Genossenschafts-Dienstleistungen beinhalteten einen Baumarkt, einen Kohlehandel, eine Autowerkstatt und eine Tankstelle.
1939 hatte die Genossenschaft einen Anteil von 35 % am Geschäftsbetrieb der Stadt und von 18 % des Carlton County. Mitte der 1950er Jahre hatte die  Verbraucher-Genossenschaft 4262 Mitglieder bei 8500 Einwohnern. Dies war nationaler Rekord, das Gesamtgeschäft aller amerikanischen Genossenschaften machte nur 0,5 % der Wirtschaft aus. Die finnischen Genossenschaften der Gegend hatten auch insgesamt starken Einfluss auf die amerikanische Genossenschaftsbewegung.

## Kultur und Sehenswürdigkeiten
In Cloquet befindet sich die R. W. Lindholm Service Station, die einzige Tankstelle, die vom bekannten Architekten Frank Lloyd Wright entworfen wurde. Das Bauwerk ist im National Register of Historic Places verzeichnet.

## Persönlichkeiten
- Jessica Lange (* 1949), Schauspielerin
- Derek Plante (* 1971), Eishockeyspieler
- Jamie Langenbrunner (* 1975), Eishockeyspieler